# Long Beach (Washington)
Long Beach je grad u američkoj saveznoj državi Washington. Prema popisu stanovništva iz 2010. u njemu je živjelo 1.392 stanovnika.